# Carex luteola
Carex luteola là một loài thực vật có hoa trong họ Cói. Loài này được (Rchb.) Sendtn. mô tả khoa học đầu tiên năm 1854.